# ビル・ダンディー
ビル・ダンディー（Bill Dundee、本名：William Cruickshanks、1943年10月24日 - ）は、スコットランド出身の元プロレスラー。
全盛時はアメリカ合衆国のテネシー地区を主戦場に、ジェリー・ローラーの宿敵および盟友として活躍した。息子のJ・C・アイスことジェイミー・ダンディーもプロレスラーである。

## 来歴
幼少時にスコットランドのダンディーからオーストラリアのメルボルンに移住。サーカスのアクロバットを経て、1967年にジム・バーネット（後のGCWプロモーター）が当時オーストラリアで主宰していた団体にてデビュー。出身地をリングネームに用い、ウィリアム・ダンディー（William Dundee）の名義で1970年代前半までオーストラリアで活動した。
1974年にアメリカへ渡り、テネシーのNWAミッドアメリカ地区に定着。ベビーフェイスのスーパースター・ビル・ダンディー（"Superstar" Bill Dundee）を名乗り、ヒール時代のジェリー・ローラーをはじめ、モンゴリアン・ストンパー、トージョー・ヤマモト、ジプシー・ジョー、ロジャー・カービー、デビッド・シュルツ、デニス・コンドリー、フィル・ヒッカーソンらと激闘を展開、1977年にはローラーを相手にNWA南部ヘビー級王座を巡る抗争を繰り広げた。なお、ダンディーはホンキー・トンク・マンに先駆け、自身と同じくケルト系の出自を持つメンフィス出身のエルヴィス・プレスリーへのオマージュとして、ジャンプスーツをリングコスチュームにしていた。 
1970年代末にローラーとジェリー・ジャレットがテネシー州メンフィスにCWAを発足させると、ブッカー兼任の主力ベビーフェイスとして同団体に参戦。以降1980年代全般に渡ってCWAを主戦場に、フェイスターンしたローラーやトミー・リッチと組んでタッグ王座を再三獲得。シングルではロン・バス、ポール・エラリング、テリー・テイラー、ダッチ・マンテルらを破り、NWAからAWAの認定タイトルとなった南部ヘビー級王座を（NWA認定時代を含め）通算13回獲得した。新設されたCWA世界ヘビー級王座にも、1980年8月4日にビル・ロビンソンを破って戴冠している。軽量級戦線でも活躍し、1981年6月1日にスタン・レーンを下してCWA認定のUSジュニアヘビー級王座を獲得。他地区ではビル・ワットが主宰していたMSWAにて、1984年11月7日にエイドリアン・ストリートからTV王座を奪取した。
また、状況に応じてヒールターンを行い、1980年代半ばにはローラーとの抗争劇を（フェイスとヒールのポジションを入れ替えた形で）再現した。その後はベビーフェイスに戻り、再びローラーと組んでリッチ&オースチン・アイドルと抗争を展開。1987年7月6日にはロッキー・ジョンソンをパートナーに、ポール・ダイヤモンド&パット・タナカのバッド・カンパニーからCWAインターナショナル・タッグ王座を奪取。10月にはローラーとのコンビでAWA世界タッグ王座を2回獲得した。
1989年からはCWAの後継団体であるUSWAに参戦し、トム・プリチャード、ダニー・デービス、エリック・エンブリーなどを相手に主にジュニアヘビー級戦線で活動。1992年6月には、当時USWAと接点を持っていたW★INGプロモーションの招聘で初来日が実現。W★ING認定世界ジュニアヘビー級王座の初代王者決定リーグ戦に出場して、ジミー・バックランドと決勝を争った。
1993年にUSWAはWWFとの提携を開始するが、ダンディーはUSWAを離脱してヒールのマネージャーとしてWCWに登場。英国紳士ギミックのサー・ウィリアム（Sir William）に変身し、ロード・スティーブン・リーガルのセコンド役を担当した。また、当時のWCWではリック・フレアー、ケビン・サリバン、グレッグ・ガニア、マイク・グラハムらと共に、ブッキング・コミッティの常任メンバーとなってプロデュース業務にも携わっていた。
その後はUSWAに復帰して、1995年2月25日にフラッグシップ・タイトルの統一世界ヘビー級王座をローラーから奪取したが、4月3日にレイザー・ラモンに敗れ短命王者に終わっている。タッグでもローラーとのコンビを復活させ、息子のJ・C・アイスとウルフィー・Dの "PG-13" やバート・ソイヤー&フレックス・カバーナなどのチームを破り、USWA世界タッグ王座にも就いた。また、PG-13が1996年にWWF入りした経緯もあり（ファルーク率いるネーション・オブ・ドミネーションの初期のエスコート役を担当）、自身も当時のWWFの下部団体OVWに出場。1997年11月、バトルロイヤルに優勝してOVWヘビー級王者に認定された。
2000年代にセミリタイアし、テネシー州ジャクソンでバーを経営する一方、メンフィス周辺のインディー団体にレジェンドとしてスポット参戦している。

## 得意技
- ボムズ・アウェイ
- ダイビング・クロス・ボディ
- パイルドライバー
- ドロップキック
- スモール・パッケージ・ホールド

## 獲得タイトル
NWAミッドアメリカ / CWA / USWA
- NWA南部ヘビー級王座（ミッドアメリカ版） : 3回[6]
- NWA南部タッグ王座（ミッドアメリカ版） : 3回（w / ジョージ・バーンズ、ビッグ・バッド・ジョン、トミー・リッチ）[19]
- NWAミッドアメリカ・ヘビー級王座 : 1回[20]
- NWAミッドアメリカ・タッグ王座 : 1回（w / リッキー・ギブソン）[21]
- AWA南部ヘビー級王座 : 10回[6]
- AWA南部タッグ王座 : 14回（w / ノーベル・オースチン、ロバート・ギブソン、ジェリー・ローラー×4、ロバート・フラー、トミー・リッチ×2、ドリーム・マシーン×2、スティーブ・カーン×2、ダッチ・マンテル）[22]
- CWA USジュニア・ヘビー級王座 : 2回[8]
- CWA世界ヘビー級王座 : 1回[7]
- CWA世界タッグ王座 : 1回（w / トミー・リッチ）[23]
- CWAインターナショナル・ヘビー級王座 : 4回[24]
- CWAインターナショナル・タッグ王座 : 1回（w / ロッキー・ジョンソン）[12]
- USWA統一世界ヘビー級王座 : 1回[17]
- USWAジュニア・ヘビー級王座 : 2回[25]
- USWA南部ヘビー級王座 : 3回[26]
- USWAテキサス・ヘビー級王座 : 3回[27]
- USWA世界タッグ王座 : 3回（w / ジェリー・ローラー×2、ジェイミー・ダンディー）[18]

サウスイースタン・チャンピオンシップ・レスリング
- NWA USジュニア・ヘビー級王座（サウスイースト版） : 1回[28]
- NWAサウスイースタン・タッグ王座 : 1回（w / トミー・リッチ）[29]

アメリカン・レスリング・アソシエーション
- AWA世界タッグ王座 : 2回（w / ジェリー・ローラー）[13]

ミッドサウス・レスリング・アソシエーション
- ミッドサウスTV王座 : 1回[9]

セントラル・ステーツ・レスリング
- NWAセントラル・ステーツ・ヘビー級王座 : 1回[30]

オハイオ・ヴァレイ・レスリング
- OVWヘビー級王座 : 1回[1]